# Indestructible (álbum de Disturbed)
Indestructible es el cuarto álbum de estudio de la banda estadounidense de heavy metal Disturbed, lanzado el 2 de junio del 2008. En este álbum, la banda muestra que han abandonado el sonido nu metal prominente en los tres álbumes anteriores y se acercan más al heavy metal y hard rock.
El álbum vendió en la primera semana 253 000 copias. También es el tercer disco de la banda en quedar en la posición número uno en el Billboard 200. Se mantuvo en el top 10 durante cinco semanas seguidas, convirtiéndose en una de las seis bandas en lograrlo.

## Lista de canciones
Todas las canciones fueron compuestas por David Draiman, Dan Donegan, Mike Wengren y John Moyer.

| N.º | Título             | Duración |  |
| 1.  | «Indestructible»   | 4:37     |  |
| 2.  | «Inside the Fire»  | 3:51     |  |
| 3.  | «Deceiver»         | 3:49     |  |
| 4.  | «The Night»        | 4:45     |  |
| 5.  | «Perfect Insanity» | 3:56     |  |
| 6.  | «Haunted»          | 4:42     |  |
| 7.  | «Enough»           | 4:19     |  |
| 8.  | «The Curse»        | 3:24     |  |
| 9.  | «Torn»             | 4:09     |  |
| 10. | «Criminal»         | 4:15     |  |
| 11. | «Divide»           | 3:36     |  |
| 12. | «Façade»           | 3:46     |  |

## Créditos
- David Draiman, vocalista, coproductor,
- Dan Donegan, guitarra secundaria, productor,
- John Moyer, bajo, productor,
- Mike Wengren, batería, coproductor.